# Neodipara
Neodipara is een geslacht van vliesvleugeligen uit de familie Pteromalidae. De wetenschappelijke naam van dit geslacht is voor het eerst geldig gepubliceerd in 1955 door Erdös.

## Soorten
Het geslacht Neodipara omvat de volgende soorten:
- Neodipara hispanica Hedqvist, 1971
- Neodipara masneri Boucek, 1961
- Neodipara perbella Erdös, 1955